# Тисмиеви
Тисмиевите (Thismiaceae) са семейство растения от разред Диоскореецветни (Dioscoreales).
Таксонът е описан за пръв път от Якоб Георг Агард през 1858 година. Таксономичният му тип е тисмия.

## Родове
- Bagnisia
- Glaziocharis
- Mamorea
- Ophiomeris
- Triscyphus
- Triurocodon